# 複線鎧甲蝦
複線鎧甲蝦（学名：Galathea multilineata）为鎧甲蝦科鎧甲蝦屬下的一个种。